# Kampfgeschwader zur besonderen Verwendung 2
Kampfgeschwader zur besonderen Verwendung 2 (dobesedno slovensko: Bojni polk za posebne namene 2; kratica KG z.b.V. 2) je bil transportni letalski polk (Geschwader) v sestavi nemške Luftwaffe med drugo svetovno vojno.
Maja 1943 je bil polk preimenovan v Transportgeschwader 3.

## Organizacija
- štab
- I. skupina
- II. skupina
- III. skupina
- IV. skupina

## Vodstvo polka
Poveljniki polka (Geschwaderkommodore)
- Oberst Dipl.Ing. Gerhard Conrad: 26. avgust 1939
- Oberstleutnant Karl Drewes: november 1939
- Oberst Hans Poetsch: 10. september 1940
- Oberst Rüdiger von Heyking: 1. februar 1941
- Oberst Rudolf Trautvetter: 8. december 1941
- Oberst Arno de Salengre-Drabbe: april 1942
- Oberstleutnant Walter Erdmann: december 1942